# Ústav dějin střední a východní Evropy Akademie věd České republiky
Ústav dějin střední a východní Evropy Akademie věd České republiky bylo specializované historiografické pracoviště se zaměřením na dějiny zemí východní a jihovýchodní Evropy v 19. a 20. století. Ústav byl založen pod kratším názvem Ústav dějin východní Evropy v roce 1990 a zrušen v roce 1993, jeho zaměstnanci přešli do Historického ústavu.
Ze spolupráce s Ústavem dějin střední a východní Evropy vznikla edice Panorama dějin, která se soustředila na dějiny 20. století a vycházela ve dvou řadách (Nové pohledy, 1992–1993, 9 sv., a Historické osobnosti, 1993, 2 sv.). Ústav pořádal konferenci Rusko, Sovětský svaz a my (29. 3. a 10. 4. 1990), hlavní referát měl Milan Švankmajer. Dalším tématem byl Vznik a vývoj ruského impéria.
Ke zrušení ústavu přispělo odhalení vedoucího pracovníka ústavu doc. dr. Jaroslava Valenty jako spolupracovníka StB (reg. č. 20708, 070888, krycí jméno: Jaroslav).